# Caius Dobrescu
Caius Dobrescu (* 1966 in Brașov) ist ein rumänischer Lyriker, Essayist und Romancier.

## Leben
Caius Dobrescu studierte bis 1991 englische und französische Philologie an der Universität Bukarest. Anschließend Stipendiat an der Universität Wien mit Arbeiten zu Johann Gottfried Herder. Im selben Jahr wurde auch sein erstes Buch veröffentlicht. Er begann als Lyriker, hat aber in den folgenden Jahren auch einen Roman und mehrere Essaybände publiziert. 
Dobrescu gilt als einer der originellsten, ästhetisch und intellektuell wagemutigsten Autoren der jüngeren rumänischen Literatur. 
Seit 1998 ist er Vorstandsmitglied des rumänischen Schriftstellerverbandes und als Dozent für vergleichende Literatur- und Geistesgeschichte an der Transylvania Universität in Brașov tätig.
2005/2006 war er Stipendiat des Internationalen Künstlerhauses Villa Concordia in Bamberg. 2009 erhielt Dobrescu gemeinsam mit seinem Übersetzer Gerhardt Csejka den Preis der Stadt Münster für Europäische Poesie für den Gedichtband "Ode an die freie Unternehmung", zugleich das erste deutschsprachige Buch des Rumänen.

## Werke (Auswahl in deutscher Übersetzung)
- Der Held und die Postmoderne, einige Betrachtungen zum Rumänischen Underground. In: Neue Literatur Nr. 1, Frankfurt am Main. 1998
- Auswahl von Gedichten in: Ich ist ein andrer ist bang. Poesie aus Rumänien. Bremerhaven: edition die horen. 2000
- Auswahl von Gedichten. In: Schreibheft Nr. 62.
- Ode an die freie Unternehmung. Lyrik. Edition Thanhäuser. 2006